# Livin' for You (álbum)
Livin' for You es el séptimo álbum de estudio del músico estadounidense Al Green. Fue publicado en diciembre de 1973 a través de Hi Records.

## Recepción de la crítica
Un escritor no especificado de la revista Billboard escribió: “Agradable, limpio y pulido son los tres ingredientes de este paquete del maestro cantante de soft soul. No hay sorpresas; normalmente no las hay con un LP verde. Todos los ritmos familiares y los sonidos de metales producen un patrón fluido para sus pensamientos de búsqueda. [...] Los músicos de Memphis dan en el blanco en muy pocos grados”. Un escritor no especificado de la revista Cash Box comentó: “Al produjo el álbum con Willie Mitchell y el resultado es un triunfo artístico tanto para Al como para la gran cantidad de músicos consumados que se han reunido para agregar a la magia de «Home Again», «So Good to Be Here», «Beware» y la inmortal «Unchained Melody»”.

## Lista de canciones
Todas las canciones escritas y compuestas por Al Green, excepto donde esta anotado. 
| Lado uno |                                             |          |  |
| N.º      | Título                                      | Duración |  |
| 1.       | «Livin' for You» (Green, Willie Mitchell)   | 3:09     |  |
| 2.       | «Home Again»                                | 3:56     |  |
| 3.       | «Free at Last»                              | 3:26     |  |
| 4.       | «Let's Get Married»                         | 5:28     |  |
| 5.       | «So Good to Be Here» (Green, Michael Allen) | 2:40     |  |

| Lado dos |                                           |          |  |
| N.º      | Título                                    | Duración |  |
| 1.       | «Sweet Sixteen»                           | 3:26     |  |
| 2.       | «Unchained Melody» (Alex North, Hy Zaret) | 5:33     |  |
| 3.       | «My God Is Real» (Kenneth Morris)         | 2:43     |  |
| 4.       | «Beware»                                  | 8:12     |  |

## Créditos y personal
Créditos adaptados desde las notas de álbum de Livin' for You.
Músicos
- Voces: 
  - Al Green – voz principal y coros
  - Rhodes, Chalmers and Rhodes – coros
- Sección de vientos: 
  - Wayne Jackson – trompeta
  - Andrew Love – saxofón tenor
  - Ed Logan – saxofón tenor
  - James Mitchell – saxofón barítono
  - Jack Hale – trombón
- Sección rítmica: 
  - Howard Grimes – batería
  - Al Jackson – batería
  - Howard Grimes – conga, bongó
  - Leroy Hodges – bajo eléctrico
  - Charles Hodges – órgano, piano
  - Tennie Hodges – guitarra
  - Archie Turner – piano
  - Michael Allen – piano
  - James Brown – piano
  - The Memphis Strings – cuerdas
  - James Mitchell – arreglos
  - Charles Chalmers – arreglos

Personal técnico
- Willie Mitchell – productor, ingeniero de audio
- Al Green – productor
- Vince Biondi – director artístico
- Tom Daly – ilustración
- Jim Cummins – fotografía
- Farmlett, Barsanti & Wood Inc. –  diseño de portada
- Howard Craft – masterización

## Posicionamiento

### Gráfica semanal
| Gráfica (1974)                            | Pico de posición |
| ----------------------------------------- | ---------------- |
| Canadá (RPM Top Albums)                   | 56               |
| Estados Unidos (Billboard Top LPs & Tape) | 24               |
| Estados Unidos (Billboard Soul LPs)       | 1                |
| Estados Unidos (Cash Box Top 100 Albums)  | 14               |

### Gráfica de fin de año
| Gráfica (1974)                            | Pico de posición |
| ----------------------------------------- | ---------------- |
| Estados Unidos (Billboard Top LPs & Tape) | 100              |
| Estados Unidos (Billboard Soul LPs)       | 5                |
| Estados Unidos (Cash Box Top 100 Albums)  | 95               |

## Certificaciones y ventas
| País                  | Certificación | Ventas  |
| --------------------- | ------------- | ------- |
| Estados Unidos (RIAA) | Oro           | 500 000 |